# كلية التجارة والاقتصاد جامعة عمران
إفتحت أيضا كلية الطب والهندسة عام 2016
كلية التجارة والاقتصاد جامعة عمران تأسست عام 1997م، وهي أول كلية افتتحت في مديرية خمر.

## تاريخ الكلية
تأسست في العام الجامعي 1996م-1997م في مدينة خمر بمحافظة عمران بهدف توسيع قاعدة المتعلمين من أبناء الوطن في المجالات والتخصصات العلمية والإدارية والمحاسبية والتسويقية والمالية والمصرفية وغيرها من روافد التجارة والاقتصاد والعلوم الإدارية فضلاً عن صقل المهارات الشخصية وتنمية المهارات وتطوير القدرات والكلية تتشكل من مجموعة من الأقسام العلمية والوحدات الإدارية التي تعني بشؤؤن الطالب الجامعي وتقدم له الخدمات التي من شأنها تهيئة الجو الأكاديمي الملائم وتطرح عدداً من البرامج الفصلية والأنشطة المتنوعة.